# Маркиза (фильм)
«Маркиза» (фр. Marquise) — французский художественный фильм режиссёра Веры Бельмон.

## Сюжет
Фильм рассказывает историю бурной жизни «маркизы» Дюпарк — дамы, имевшей дурную репутацию во время правления короля Людовика XIV. Красавица и куртизанка, выросшая в нищете, сумела обольстить огромное количество знатных мужчин и достичь высочайшего положения в обществе. Даже Мольер и Расин, как, впрочем, и сам «король-солнце» — Людовик XIV — не смогли устоять перед её очарованием.

## В ролях
- Софи Марсо — Маркиза Дюпарк
- Бернар Жиродо — Мольер
- Ламбер Вильсон — Расин
- Патрик Темсет — Гро-Рене
- Тьерри Лермитт — Людовик XIV
- Анемон — Ла Вуазен